# Trópusi lármáskuvik
A trópusi lármáskuvik (Megascops choliba) a madarak (Aves) osztályának a bagolyalakúak (Strigiformes) rendjéhez, ezen belül a bagolyfélék (Strigidae) családjához tartozó faj.

## Rendszerezése
A fajt Louis Pierre Vieillot francia ornitológus írta le 1817-ben, a Strix nembe Strix choliba néven. Sokáig az Otus nemhez sorolták Otus choliba néven.

## Alfajai
- Megascops choliba luctisonus (Bangs & T. E. Penard, 1921) - Costa Rica, Panama és Kolumbia északnyugati része
- Megascops choliba margaritae (Cory, 1915) - Margarita sziget
- Megascops choliba duidae (Chapman, 1929) - Venezuela déli része
- Megascops choliba cruciger (Spix, 1824) - Kolumbia keleti része, Venezuela nagy része, Trinidad és Tobago, Guyana, Suriname, Francia Guyana, Brazília északkeleti része és kelet-Peru
- Megascops choliba surutus (L. Kelso, 1941) - Bolívia
- Megascops choliba decussatus (Lichtenstein, 1823) - Brazília középső és keleti része
- Megascops choliba choliba (Vieillot, 1817) - Brazília déli része és kelet-Paraguay
- Megascops choliba wetmorei (Brodkorb, 1937) - nyugat-Paraguay és észak-Argentína
- Megascops choliba uruguaii (Hekstra, 1982) - délkelet-Brazília, Uruguay és északkelet-Argentína[2]

## Előfordulása
Costa Rica, Panama, Trinidad és Tobago, valamint Argentína, Bolívia, Brazília, Kolumbia, Ecuador, Francia Guyana, Guyana, Paraguay, Peru, Suriname, Uruguay, Venezuela területén honos.
Természetes élőhelyei a szubtrópusi és trópusi síkvidéki és hegyi esőerdők, szavannák és cserjéket, valamint ültetvények, másodlagos erdők és vidéki kertek. Állandó, nem vonuló a faj.

## Megjelenése
Testhossza 24 centiméter, testtömege 97-160 gramm.
|  |

## Életmódja
Rovarokkal, pókokkal, földigilisztákkal és néha kisemlősökkel táplálkozik.

## Természetvédelmi helyzete
Az elterjedési területe rendkívül nagy, egyedszáma pedig stabil. A Természetvédelmi Világszövetség Vörös listáján nem fenyegetett fajként szerepel.